# Tong Fei
Tong Fei (chinois : 童非), né le 25 mars 1961 à Nanchang, est un gymnaste chinois.

## Palmarès

### Jeux olympiques
- Los Angeles 1984
  -  médaille d'argent au concours par équipes
  -  médaille d'argent à la barre fixe

### Championnats du monde
- Moscou 1981
  -  médaille de bronze au concours par équipes

- Budapest 1983
  -  médaille d'or au concours par équipes
  -  médaille d'or au sol
  -  médaille de bronze aux barres parallèles

- Montréal 1985
  -  médaille d'or au sol
  -  médaille d'or à la barre fixe
  -  médaille d'argent au concours par équipes